# ایستگاه متروی پیکدیلی سیرکوس
ایستگاه متروی پیکدیلی سیرکوس (انگلیسی: Piccadilly Circus tube station) یکی از ایستگاه‌های متروی لندن است.
این ایستگاه که شهر وست‌مینستر قرار دارد در سال ۱۹۰۶ ساخته شده و جزئی از خط بیکرلو و خط پیکدیلی است.